# Othmar Schoeck

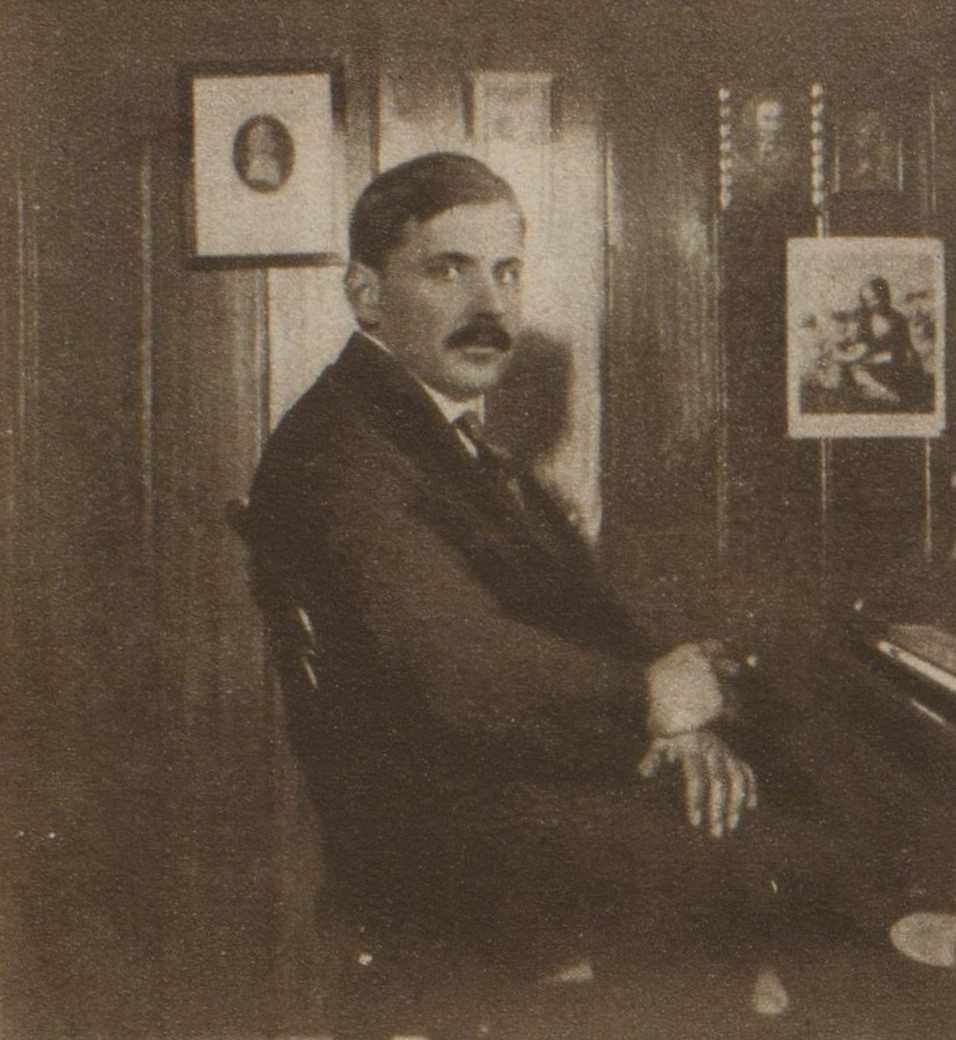
Othmar Schoeck, 1916

Othmar Schoeck (* 1. September 1886 in Brunnen, Kanton Schwyz; † 8. März 1957 in Zürich) war ein Schweizer Komponist und Dirigent. Im Zentrum seines Schaffens stand das Lied. In stilistischer Hinsicht ist sein Werk «im wesentlichen der deutsch-österreichischen Spätromantik» verpflichtet.

## Leben
Othmar Schoeck, Sohn des Malers Alfred Schoeck (1841–1931) und von dessen Ehefrau Agathe Fassbind (1855–1927), erhielt schon früh Klavierunterricht. Nach einer Ausbildung am Konservatorium Zürich bei Friedrich Hegar, Lothar Kempter, Karl Attenhofer und Robert Freund besuchte er 1907/1908 die Meisterklasse für Komposition bei Max Reger in Leipzig. Anschliessend war er als Chorleiter und Klavierbegleiter in Zürich tätig. Von 1917 bis 1944 leitete er die Symphoniekonzerte des Konzertvereins St. Gallen in der dortigen Tonhalle.
Nach seiner Rückkehr aus Leipzig schuf sich Schoeck in der Schweiz mit Liedern, Bühnen- und Chorwerken – darunter Trommelschläge, op. 26, von 1915, und oft aufgeführt – rasch einen Namen als Komponist. 1927 wurde Schoecks Einakter Penthesilea op. 39 (nach Heinrich von Kleist) an der Dresdener Semperoper uraufgeführt. Dort erfolgte 1937 auch die Uraufführung seiner vieraktigen Oper Massimilla Doni op. 50 unter Leitung von Karl Böhm. Sein Liederzyklus Lebendig begraben, op. 40, auf Texte von Gottfried Keller geschrieben, zeigt auch «die meisterhafte Beherrschung der Stilmittel der Neuen Musik». James Joyce wurde 1935 bei einer Wiedergabe durch das Tonhalle-Orchester Zürich genug beeindruckt, um eines der Gedichte sogleich ins Englische zu übersetzen. Es wurde später von Samuel Barber vertont und in dessen Werk Three Songs (1972) aufgenommen. In den 1930er-Jahren orientierte sich Schoeck wieder mehr an klassischen Vorbildern.
Schoeck gilt als einer der bedeutendsten Liedkomponisten des 20. Jahrhunderts. In einer kunstliebenden Familie aufgewachsen und durch seinen Bildungsgang kannte Schoeck die deutschsprachige Dichtung, besonders auch jene der deutschsprachigen Schweiz. Dank seinem phänomenalen Gedächtnis konnte er viele Gedichte auswendig vortragen. Er vertonte Gedichte von Johann Wolfgang von Goethe, Joseph von Eichendorff, von Nikolaus Lenau (namentlich das Notturno für tiefe Stimme und Streichquartett) und Eduard Mörike. Von Schweizer Dichtern wählte er zur Vertonung Gedichtzyklen von Heinrich Leuthold, von Conrad Ferdinand Meyer und besonders häufig von Gottfried Keller, dessen Hauptkomponist er geworden ist. Zu den namhaften Künstlern, die sich ein Leben lang für Schoeck einsetzten, zählen Dietrich Fischer-Dieskau, Felix Loeffel und Arthur Loosli. Beide nahmen seit 1950 beziehungsweise 1967 seine wichtigsten Werke auf, Loosli die Elegie op. 36. Bekannt sind ausserdem Schoecks Sonate für Violine und Klavier op. 16, das Violinkonzert quasi una fantasia op. 21, das er für die Geigerin Stefi Geyer schrieb, sein Konzert für Violoncello und Streichorchester op. 61, sein Hornkonzert op. 65 sowie die häufig gespielte Sommernacht op. 58, ein Stück für reines Streichorchester. Schoeck war befreundet mit Hermann Hesse, mit dem er jahrzehntelang Briefe wechselte, und dem Maler Franz Wiegele vom Nötscher Kreis.
1925 ging Schoeck die Ehe mit der deutschen Sängerin Hilde Bartscher (1898–1990) ein, die später zur wichtigsten Interpretin seiner Lieder wurde und mit der er eine Tochter hatte, Gisela (1932–2018). 1928 verlieh ihm die Universität Zürich ein Ehrendoktorat. Nach 1933 stieg in Deutschland die Nachfrage nach Schoecks Musik. Obwohl ihm der Nationalsozialismus in politischer Hinsicht missfiel, nahm er am 1. März 1937 bedenkenlos den Erwin-von-Steinbach-Preis an, was ihm die Schweizer Presse ankreidete, «war die Verleihung doch offensichtlich politisch motiviert. Schoeck sah den Preis hingegen lediglich als Ehrung seiner künstlerischen Arbeit.» Pragmatisch betrachtet, ging es ihm vermutlich unter anderem darum, seine Präsenz auf den grossen deutschen Bühnen, so bei der Uraufführung von Massimilla Doni 1937 in Dresden oder 1943 von Das Schloss Dürande in Berlin, nicht aufs Spiel zu setzen.
1943 erhielt Schoeck den Musikpreis der Stadt Zürich, wo er auch seine letzten Lebensjahre verbrachte. Ein Jahr darauf erlitt er einen Herzinfarkt, der seiner Tätigkeit als Dirigent und Klavierbegleiter ein Ende setzte. Trotz einigen Aufführungserfolgen, so mit dem pastoralen Intermezzo für Streichorchester Sommernacht (1945), dem Konzert für Cello und Streichorchester (1947) und dem Konzert für Horn und Streichorchester (1951), war Schoeck mit seiner Spätwirkung nicht zufrieden. Die Nachkriegsbedingungen waren für ihn ungünstig, seine Arbeiten galten als «schwierig», und ausserdem hatte er keine Schüler.
Schoeck starb 10 Jahre darauf. Sein Grab befindet sich auf dem Zürcher Friedhof Manegg.

## Zum Werk

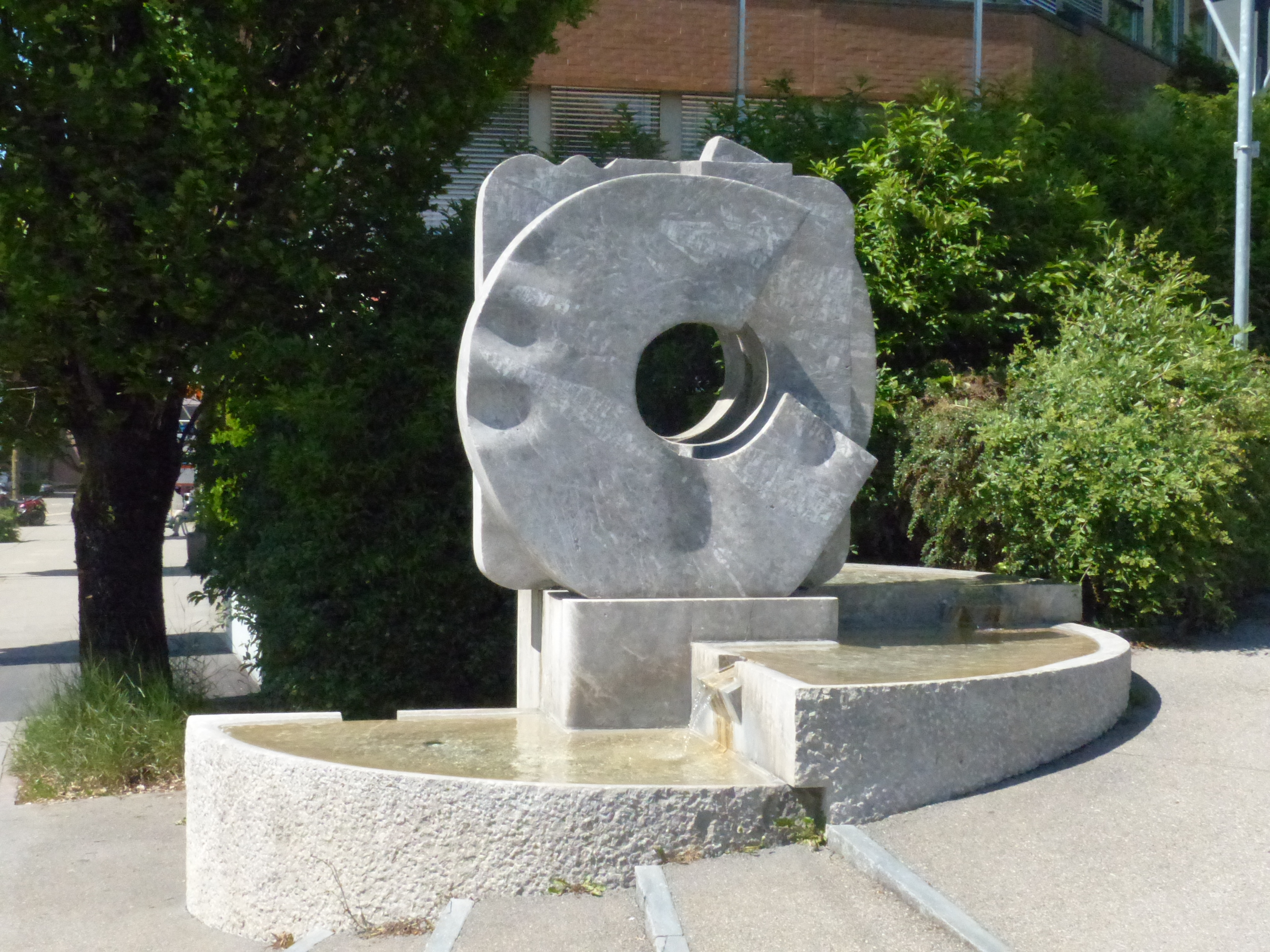
Othmar-Schoeck-Brunnen an der Mutschellenstrasse 142 in Zürich-Wollishofen, Bildhauer Peter Meister

Max Lütolf urteilt (2011):
«Schoecks Kunstauffassung war in der Tradition des 19. Jahrhunderts, vor allem im Festhalten am Prinzip des Ausdrucks, verankert. Trotz grundsätzlichen Vorbehalten öffnete er sich auf der Ebene der kompositorischen Konkretisierung den Errungenschaften der neueren Tonkunst, wie etwa dem Aufbrechen der Tonalität, dem Verzicht auf ein durchgehendes Metrum, der Mischung gattungsspezifischer Merkmale oder dem Experimentieren im Bereich der Instrumentation. Inhaltlich kreisen sowohl die vokalen wie auch die instrumentalen Werke um Themen wie Kunst und Leben, Mann und Frau, Geist und Körper, das Reine und das Kranke, Natur, Heimat und Vaterland. Seine Weigerung, den Entwicklungen der Musik ab den 1920er Jahren zu folgen, behinderte Schoecks internationale Anerkennung.
Die jüngere Rezeption der Werke Schoecks hat indes die Notwendigkeit einer Neubeurteilung der musikgeschichtlichen Stellung des Komponisten deutlich werden lassen.»
Vom wiedererwachten Interesse an Schoecks Werk zeugen die Aufführungen seiner Oper Penthesilea in Basel (2007), Dresden (2008), Lübeck (2009), Frankfurt am Main (2011), Bonn (2017), Linz (2019), doch auch die zahlreichen Einspielungen des Notturno op. 47 seit Mitte der 1980er-Jahre sowie Wiedergaben dieses Werkes auf der ganzen Welt.
Seit 2016 findet in seinem Geburtsort Brunnen an diversen Stätten, unter anderem in der Villa Schoeck, in welcher der Komponist aufgewachsen war, das Othmar Schoeck Festival statt.
Im Jahr 2018 fand in Bern mit dem Berner Symphonieorchester und seinem Chefdirigenten Mario Venzago die konzertante Aufführung einer Überarbeitung der Oper Das Schloss Dürande statt, bei welcher das kompromittierte Werk und insbesondere die Schwierigkeiten des Librettos von Hermann Burte durch ein Nationalfondsprojekt an der Hochschule der Künste Bern «dekontaminiert» wurden, die erste Inszenierung dieser Fassung wurde im Meininger Staatstheater für 2019 angesetzt.
Ein ausführliches Werkverzeichnis findet sich u. a. bei Musinfo.

## Mitgliedschaft
Er war Mitglied der Berner Singgesellschaft, für die er einen Farben-Cantus schrieb sowie mehrere Studentenlieder.

## Trivia
Bereits im Alter von 12 Jahren schrieb Schoeck auf der Basis des Karl-May-Romans Der Schatz im Silbersee eine kleine Oper. Die unvollständige Partitur wurde in der Zentralbibliothek Zürich gefunden und ergänzt. «Old Shatterhand» wird von einem Bariton gesungen, «Winnetou» hat als Sopran zwei Arien. Während der Tagung der Karl-May-Gesellschaft 2003 in Plauen kam die rekonstruierte Oper erstmals zu Gehör.